# قاعدة كي وان

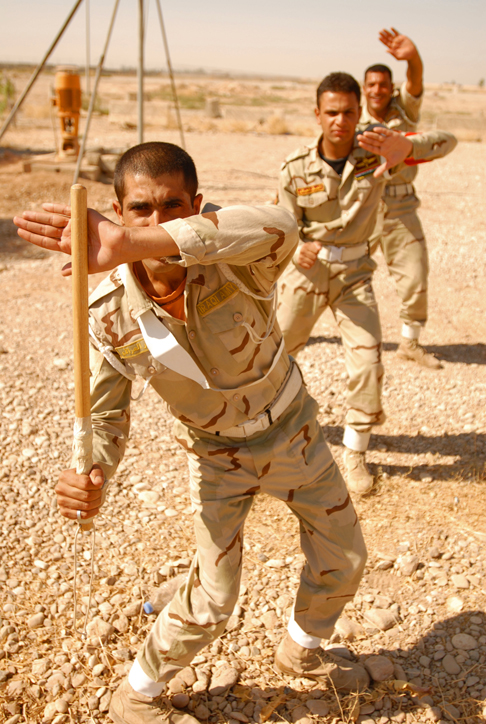
متدربون من الجيش في القاعدة في سنة 2009

قاعدة كي وان (بالإنجليزية: K-1 Air Base)‏ والمعروفة أيضاً بكيوان (بالإنجليزية: Kaywan)‏ هي قاعدة عسكرية سابقة للقوات الجوية العراقية تقع في كركوك وثم أصبحت قاعدة للبيشمركة بعد انسحاب القوات العراقية منها بعد سقوط الموصل في سنة 2014 بيد داعش، وثم تمكنت القوات العراقية من استعادتها في تشرين الأول/أكتوبر 2017 بعد عملية دخول القوات العراقية إلى كركوك بعد انسحاب البيشمركة منها وتقع هذه القاعدة قرب مطار كركوك الدولي.